# Diamond Lil
Pour les articles homonymes, voir Diamond.
Diamond Lil est une super-héroïne appartenant à l'univers de Marvel Comics. Le personnage de fiction apparaît pour la première fois dans le comic book Alpha Flight #11.

## Biographie du personnage
Autrefois serveuse à Yellowknife, la mutante Lilian Crawley était un agent du gouvernement canadien. Elle eut une relation avec Madison Jeffries, son collègue au sein du Département H. Elle fit partie de la Division Gamma, jusqu'à ce que le gouvernement arrête de financer l'équipe et ferme le Programme.
Elle fut recrutée par Jerome Jaxon au sein de la division criminelle Oméga. Le combat entre les deux Divisions provoqua la mort apparente de Guardian.
Quand la Division Alpha se mit au service exclusif de la ville d'Edmonton, le gouvernement créa une nouvelle équipe Gamma. Diamond Lil et Wild Child, furent libérés sur parole et intégrés dans cette équipe.
Un jour, elle apprit qu'elle était atteinte d'un cancer du sein. Sa peau ne pouvant pas subir une intervention chirurgicale classique, elle usa d'un laser pour exécuter sa biopsie.
Elle s'allia à la Division Alpha pour vaincre Llan le Sorcier, lors de leur voyage dimensionnel.
À leur retour, elle resta avec la Division Alpha, combattit sous les ordres de Shaman contre Carcass, et retrouva son amour, Madison Jeffries, qui l'épousa, quand elle lui apprit que son cancer était benin. 
Le couple quitta le monde des super-héros, mais connut des difficultés conjugales.

### Captive de Weapon X
Elle disparut de la circulation, après avoir été séquestrée par le Département H. On l'a revue prisonnière du camp Neverland, torturée par les Boxbots créés par Madison Jeffries sur ordre du directeur. 
A la libération du camp par Cable, elle se retrouva seule et s'installa chez les X-Men alors surveillés par l'unité d'urgence nationale O*N*E*.
Avec un grand nombre de mutants, elle traversa ensuite les États-Unis pour s'installer sur l'île artificielle d'Utopia, refuge mutant dans la baie de San Francisco.

### Necrosha
Durant une attaque orchestrée par Selene et son protégé Eli Bard sur l'île, elle fut tuée d'un simple contact de Mortis. Madison Jeffries l'enterra plus tard, en lui façonnant un cercueil de verre.

## Pouvoirs et capacités
Sa peau, et ses cheveux émettaient une bio-aura homéostatique impénétrable, la rendant dure comme un diamant, ce qui la rend donc insensible aux températures extrêmes, aux chutes (elle a déjà résisté à des chutes de 50 m) et aux impacts de toute sorte. Elle s'est déjà servie de ses cheveux pour égorger ses adversaires. Elle n'a pas de sens du toucher, à cause de cela. La toile de Spider-Man n'adhère pas sur son corps. Grâce à ce pouvoir, son corps ne perdait pas d'énergie cinétique en mouvement, ce qui rendait ses coups de pied et de poing plus puissants. C'était une lutteuse remarquable.